# علیرضا اسحاقی
علیرضا اسحاقی (زاده ۱۳۴۶ در کوی سیزده آبان واقع در شهر ری استان تهران) هنرپیشه، کارگردان و فیلم‌نامه‌نویس است.
او از بازیگران ایرانی است که بیشتر در عرصه دفاع مقدس فعال است و کار خود را در سینما و تلویزیون از سال ۱۳۵۷–۱۳۵۸ آغاز نمود.
اولین تجربه بازیگری‌اش را با ایفای نقش اول مجموعه تلویزیونی «نان آوران» کاری از گروه تلویزیونی کودک شبکه اول در ۱۳ سالگی کسب کرد.
وی همچنین فیلمنامه سریال «بهترین تابستان من» را نوشته‌است.
او فیلم‌هایی همچون تله روباه در سال ۱۳۸۵ و لبخند سبز را در سال ۱۳۸۷ کارگردانی نمود.
در حال حاضر وی مشغول به تدریس مبانی فیلمنامه‌نویسی است.

## فعالیت‌ها

### بازیگر
۱۳۹۷ مدیترانه (هادی حاجتمند)
۱۳۸۱ گاهی به آسمان نگاه کن (کمال تبریزی)
۱۳۷۸ قبیله عشق
۱۳۷۵ بهترین تابستان من
۱۳۷۵ هتل کارتن (سیروس الوند)
۱۳۷۴ دکل (عبدالحسن برزیده)
۱۳۷۱ تونل (مجتبی راعی)
۱۳۷۱ بر بال فرشتگان (جواد شمقدری)
۱۳۶۹ چشم شیشه‌ای (حسین قاسمی جامی)
۱۳۶۸ شب دهم (جمال شورجه)
۱۳۶۸ تابستان ۵۸ (مجتبی راعی)
۱۳۶۷ انسان و اسلحه (مجتبی راعی)
۱۳۶۵ حماسه دره شیلر (احمد حسنی مقدم)